# Сінгапура
Сінгапура — середньовічний індіанизований малайський раджанат (князівство) на півдні Малайського півострова. Вело війни з царством Патані. Згодом визнало зверхність держави Аюттхая. Припинив існування 1398 року внаслідок поразки від імперії Маджапагіт.

## Історія
Основним джерелом, що стосується історії правителів Сінгапури, є «Малайські аннали». Точна дата заснування є до тепер дискусійними. За однією версією до того на острові існувало вождівство Тумасік (Темасек), яке було під владою імперії Шривіджая. Між 1275 і 1288 роками останню було остаточно знищено імперією Маджапагіт. Близько 1299 року Шрі Трі Буана з Шривіджаї втік на Тумасік, де заснував Сінгапуру.
Археологічні розкопки у форті Каннінг і його околицях уздовж берегів річки Сінгапур з 1984 року Джоном Міксіком підтвердили наявність тут процвітаючого поселення та торгового порту під час 14 століття. Залишки стіни значного розміру (за описом Джона Кроуфурда як приблизно п'ять метрів завширшки та три метри заввишки) і унікальні для регіону були знайдені всередині уздовж сучасної Стемфорд-роуд. Під час розкопок також були знайдені докази споруд, побудованих на нинішньому Форт Каннінг Хілл, а також фруктові сади та тераси.
У 1320 року було відправлено посольство до імперії Юань, визнано зверхність останньої. Цим здобуто захист від сусідів та доступ на ринок імперії, що сприяло розвитку торгівлі. Разом з тим його конкурентами в торгівлі стали Лангкасука і Нагара Шрі Дгамараджа. У 1349 році зазнав нападу флоту останнього. Лише прихід юаньського флоту дозволив врятувати ситуацію. 1350 року в морській битві було завдано поразки флоту імперії Маджапагіт. Втім 1365 року визнається номінальна залежність від останнього, ймовірно під впливом послаблення політичної та військової ваги імперії Юань в регіону.
Згодом встановлюються союзні відносини з державою Пасай. При цьому з'являється загроза від Аюттхаї, що встановила зверхність над більшістю держав Маллайського півострвоа. Прикінці 1370-х років визнано зверхність Аюттхаї. У 1380-х роках відбувається внутрішня боротьба за владу, поглибленою конфліктом між мусульманами і буддистами. 1398 року останнього раджу Парамешвару було переможено флотом Маджапагіт, що поставив у місті свого намісника. Повалений раджа заснував Малаккський султанат.

## Територія
Охоплювала переважно острів Сінгапур та південь Малайського півострова, на півночі межувало з царством Паттані.

## Устрій
Сінгапура була містом-державою. На чолі стояв раджа як абсолютний монарх. Він спирався на вищу знать відому як оранґ бесар беремпат на чолі з бендахарою як головнокомандуючого та радника раджи. Тому йому допомагали три інші старші сановники на основі порядку старшинства: пердана ментері (першим міністром, що відповідав за цивільне управління та намісників), пенгулу бендахарі (головного скарбника) і хулубаланг бесар. Пердана ментері допомагали бендахарі в управлінні внутрішніми справами і зазвичай сидів навпроти бендахари в царському дворі, тоді як пенгулу бендахарі відповідав за фінансові справи королівства. Хулубаланг бесар діяв як начальник штабу армії та командував кількома іншими хулубалангами (командувачами), які, у свою чергу, керували меншими військовими підрозділами.
Цим чотирьом старшим сановникам потім допомагали інші чиновники нижчого рангу на ім'я ооранг бесар катеріас, сіда бентарас і оранг каяс.
Резиденція ймовірно розташовувалася в районі сучасного так званого Забороненого пагорбу (Букіт Ларанган), оскільки він був місцем духів. Тут також здійснювали поховання померлих раджів та представників вищого аристократії

## Господарство

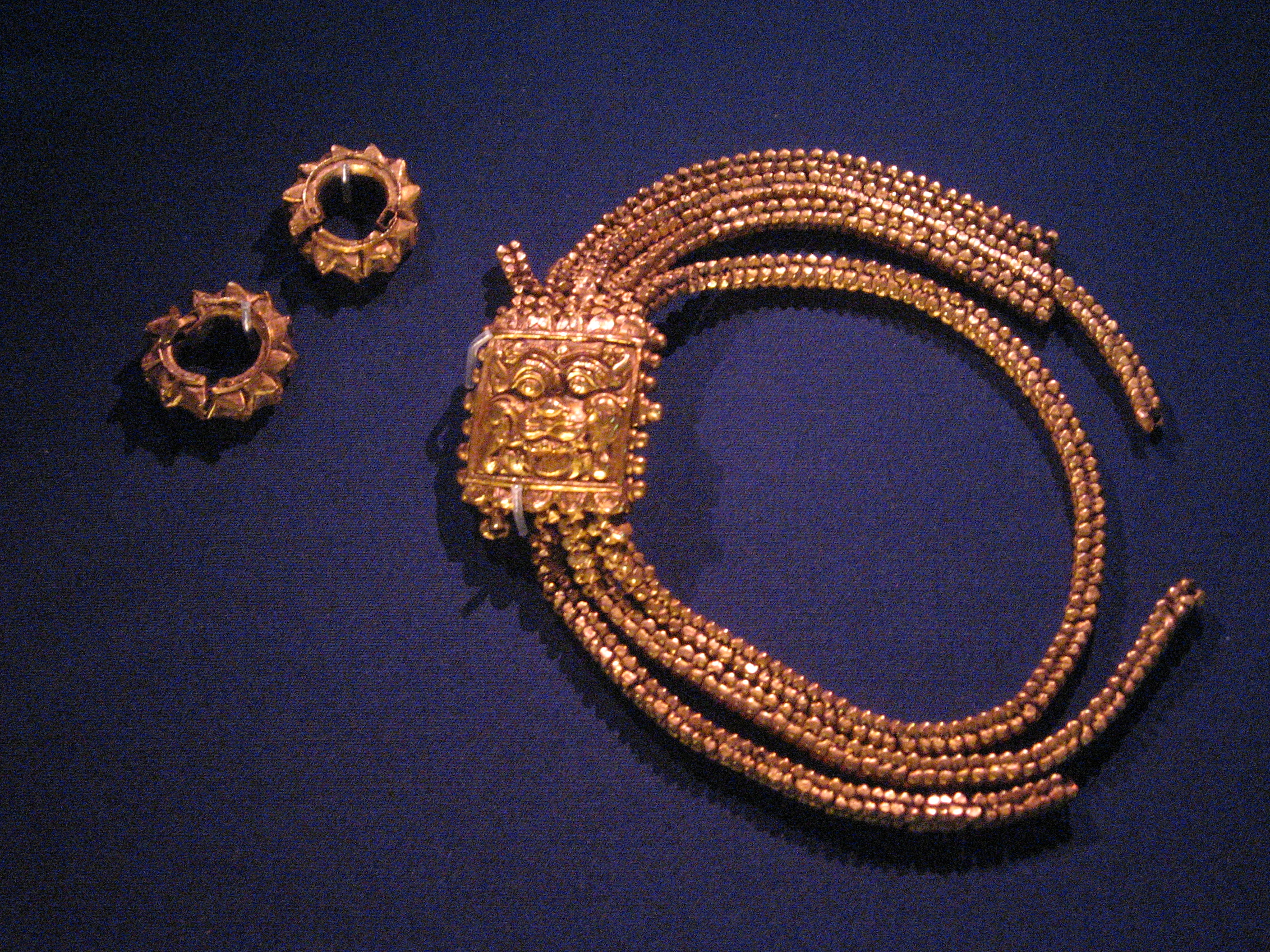
Золоті нарукавники та каблучки у східнояванському стилі

Основу становила посередницька торгівля, чому сприяло сприятливе географічне розташування, а також наявність так званого Монгольського світу, коли в Східній і Південносхідній Азії був присутній вплив імперії Юань, що мала постійні контакти морем з Державою Хулагуїдів в Центральній Азії. В цей час в місті існувало значне поселення китайців.
Згідно звітів португальців торгівля була високо структурованою та інституціоналізованою, а державні чиновники відігравали ключову роль у портовій діяльності. Місцеві вироби були обмежені складалися з лакадерева, олова, дзьобів птахів-носорогів, деяких дерев'яних виробів і бавовни, завозили золото, срібло, ковке залізо та порцеляну. Під час археологічних розвідок було знайдено численні фрагменти кераміки в трьох різних місцях навколо річки Сінгапур.
Землеробство було погано розвинено через погані ґрунти та обмеженість земель. Тому харчі переважно завозилися, а частка перепродавалася до суден, що прямували через Сінгапуру.

## Вірування
Основою були індуїзм та буддизм. При цьому останній поступово набув першість.